# Krešimir Čač
Krešimir Čač (Zagreb, Croacia, 12 de enero de 1976) es un nadador, retirado, especializado en pruebas de estilo combinado. Fue medalla de bronce en 200 metros estilos durante el Campeonato Europeo de Natación en Piscina Corta de 1996.

## Palmarés internacional
| Campeonato Europeo de Natación en Piscina Corta | Campeonato Europeo de Natación en Piscina Corta | Campeonato Europeo de Natación en Piscina Corta | Campeonato Europeo de Natación en Piscina Corta |
| Año                                             | Lugar                                           | Medalla                                         | Prueba                                          |
| ----------------------------------------------- | ----------------------------------------------- | ----------------------------------------------- | ----------------------------------------------- |
| 1996                                            | Rostock (Alemania)                              | Medalla de bronce                               | 200 m estilos                                   |